# Eupithecia tatoptera
Eupithecia tatoptera är en fjärilsart som beskrevs av Louis Beethoven Prout 1932. Eupithecia tatoptera ingår i släktet Eupithecia och familjen mätare. Inga underarter finns listade i Catalogue of Life.